# コベルコ神戸スティーラーズ

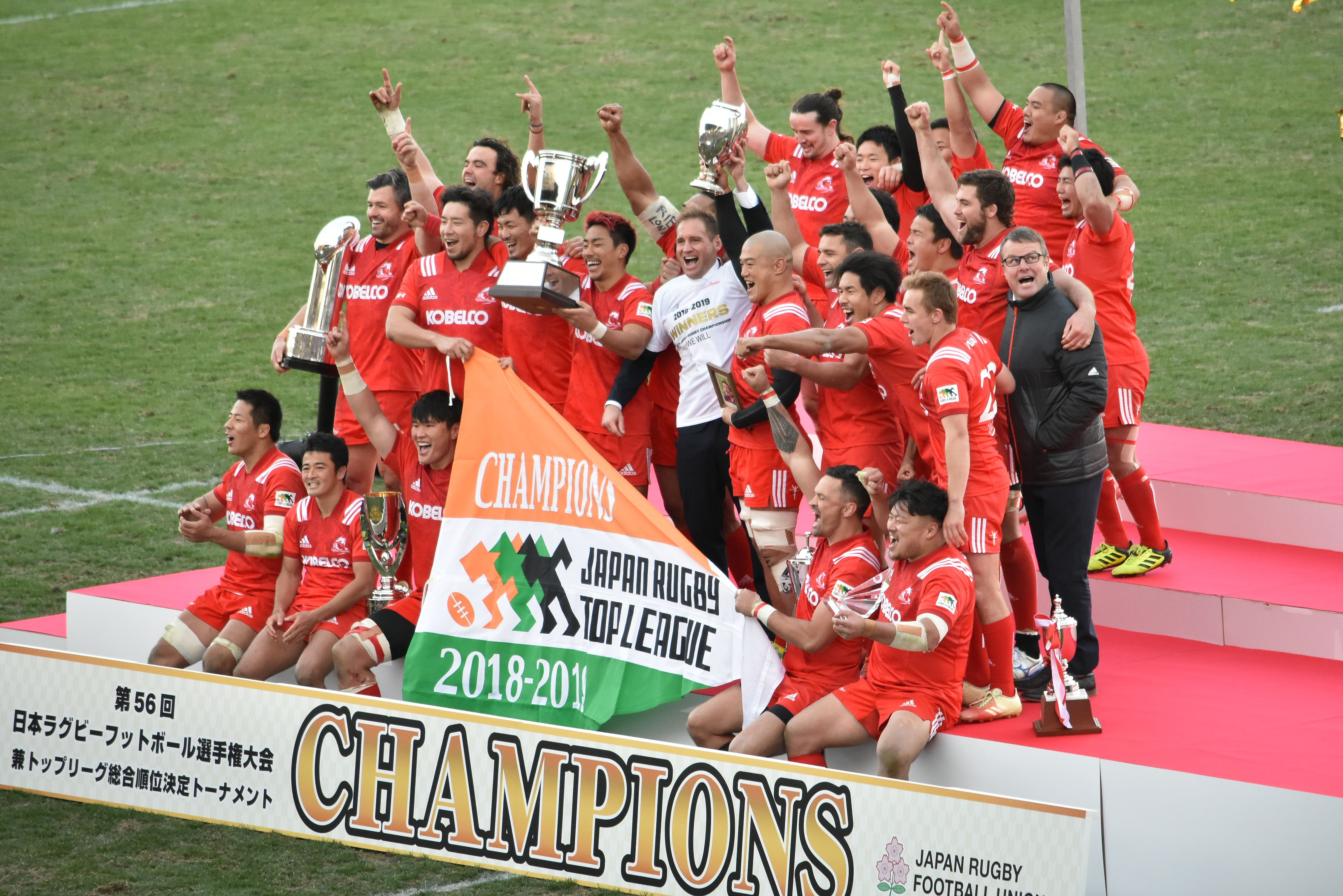
第56回日本ラグビーフットボール選手権大会兼トップリーグ総合順位決定トーナメント決勝（2018年12月15日撮影）

コベルコ神戸スティーラーズ（コベルコこうべスティーラーズ、英: Kobelco Kobe Steelers）は、神戸市および兵庫県をホストタウンとする、ジャパンラグビーリーグワンに所属しているラグビーチームである。略称「神戸S」。練習場は、神戸製鋼灘浜グラウンド（神戸市東灘区）。

## 概要
1928年、神戸製鋼所ラグビー部として創部。呼称は神戸製鋼または神鋼（しんこう）。1962年度、この年に新設された関西社会人リーグの3部リーグに初参加した。1976年度に1部リーグに初昇格、1983年度に初優勝を果たした。以降、全国的な強豪チームに変貌していく。
1988年度から1994年度にかけて全国社会人大会と日本選手権の2冠を7連覇した。松尾雄治が林敏之との対談で、神戸製鋼について「10連覇すると思っていたぐらい」と語るなど、全盛期のチームの強さは際立っていた。
特に林敏之、大八木淳史、平尾誠二、元木由記雄、堀越正巳、萩本光威、弘津英司、大西一平、武藤規夫、伊藤剛臣、大畑大介ら日本代表級の主力選手を多数擁したほか、当時現役オーストラリア代表であったイアン・ウィリアムス、日本代表にも選出されたアンドリュー・ミラーなど、外国人選手を他チームに先んじて活用し、日本を代表する名門ラグビーチームに成長していった。
全国社会人大会には1949年度（第2回大会）に初出場。以降、最後の大会となる2002年度までの間に、近鉄、トヨタ自動車、三洋電機に次いで歴代4位となる34回出場した。優勝9回（歴代2位タイ）、準優勝3回（歴代5位タイ）、通算97試合（歴代4位）、通算70勝（歴代3位）、7大会連続優勝（1988年度-1994年度、歴代1位タイ）という記録を残している。
初優勝を遂げた1988年度（第41回大会）から1996年度（第49回大会）にかけて、34連勝（途中2回の引き分けを挟む）を記録した。引き分けを挟まない純然たる勝利では31連勝。大会8連覇が懸かった1995年度（第48回大会）の準々決勝でサントリーと引き分け、トライ数で上回ったサントリーが準決勝に進出したため連覇の記録は途絶えたが、連勝（および連続不敗）記録は翌1996年度の準決勝で三洋電機に敗れるまで継続した。31連勝（引き分けなし）、34連勝（引き分け挟む）、36戦連続不敗は、いずれも大会における不滅の金字塔である。
1995年に発生した阪神・淡路大震災では、練習場の灘浜グラウンドが液状化現象になる被害もあったが、本拠地・神戸の地域復興に全面的に協力。
2003年のジャパンラグビートップリーグの開幕に合わせて、チーム名を神戸製鋼コベルコスティーラーズに変更した。ホストエリアは神戸市。2008-2009シーズンからチームのマスコットキャラクターのコーロクンが誕生し、チームの様々なイベントに参加している。
地域密着型のチーム運営を目指し、｢ジャパンラグビートップリーグ ベストファンサービス賞｣を2017年1月までに11回受賞している。
2024年10月、ホストエリアとして兵庫県を加えた。
2025年1月19日に、ノエビアスタジアム神戸で開催されるホストゲーム・浦安D-Rocks戦で、「1.17メモリアルジャージ ～阪神・淡路大震災30年～」を着用した。

## チームテーマ
チームスローガンやテーマとして、1シーズンごとに掲げるもの。
- 2014-15シーズン：Work hard, Play hard[7]
- 2015-16シーズン：Bodies of Steel, Hearts of Gold[8]
- 2019シーズン：Fuel the flame／燃料投下[9]
- 2020シーズン：FEEL THE FIRE[10]
- 2021シーズン：BE THE FIRE[11]
- 2022-23シーズン：TRUST[12]
- 2024-25シーズン：RISE[13]

## チームソング
- 『WE ARE, WE ARE STEELERS!!!』[14][15]
- Fear, and Loathing in Las Vegas『Song of Steelers』[16]

## 歴史

### 「歴史あれど伝統なし」の時代
当チームは、1948年度に創設された全国社会人ラグビーフットボール大会（以下、全国社会人大会）の第2回大会に出場するなど、関西の社会人チームとしては近鉄と並んで歴史を有するチームであったが、長らく、全国社会人大会では『万年8強止まり』と言われる程度のチーム力しかなかった。
その原因として、社会人ラグビーの世界では長らく、強力なフォワード（以下、FW）力を武器とした、いわゆるテンマンラグビー というプレースタイルが主流となり、創設以来FWが弱かった当チームは、関西リーグでは、近鉄やトヨタ自工といった強力なFW力を有するチームに最後は根負けするケースが多く、全国社会人大会ではさらに苦戦を強いられる結果が続いていた。
さらに後述の関連事項となるが、当チームはそのような時代に、ほぼ毎日欠かさず練習を行っていたが、その結果、けが人が毎回のように続出し、公式戦になると決まってベストメンバーが組めない状況にもしばし陥っていた。加えて、早稲田、慶應、同志社といった名門大学チームからの加入者が少なくないにもかかわらず、『いいチームだけど強くないチーム』というありがたくないレッテルも貼られていた。そんなチーム状態の流れを払拭するべく立ち上がった選手がいた。

### 監督制を廃止
東山勝英が主将に就任した際、当時のチーム事情として、監督制の下では『練習をやらされている』という意識が選手間に根強く残っており、そのため、試合で結果が出ないと結論付け、監督制を廃止した。その上で、選手一人一人に自主性と、考える力を養わせるという意味合いも込めて、主将がチームのまとめ役となるが、練習方法や試合への戦略、さらに試合に出場するメンバー選出については、チーム全員で決めるという形に改めた。さらに、週の練習日数、時間が長すぎるとして、合同練習は基本的に週3回とし、加えて練習時間も、社業が全て終了した夕方から2時間程度という形に大幅に改めた。そしてこの考え方は次期主将の林敏之にも受け継がれた。
1987年度に、林敏之から主将を受け継いだ平尾誠二の下、1988年度には初めて全国社会人大会、日本選手権を制覇。以後両大会で7連覇を達成し、平尾の後も大西一平、細川隆弘、堀越正巳が主将を歴任したが、萩本光威が1998年に当チームのヘッドコーチに就任するまで、主将が事実上の監督の代行を務めるといったシステムを踏襲した。したがってその間、大学ないし高校時代に主将を経験した選手が多く加入していた。
また、当チームが連勝街道を驀進していた頃、当チームに倣って監督制を廃止した社会人チームもいくつか出現し、社会人ラグビーの世界では、監督制の廃止が一種のブームになったこともあった。また後述するが、当チームが1988年度から1994年度までの7年間、日本選手権並びに全国社会人大会で優勝を果たした最大の要因は、監督制を廃止したことにあるという見方もできる。

### 新日鉄釜石の8連覇を阻止
1984年度の全国社会人大会において、当チームは初めて同大会の決勝に進出した。相手は6年連続日本一の新日鉄釜石。結果は、『13人つなぎのトライ』 を許すなど、0-22と完敗。そして、この大会を勝った釜石は、1月15日に行われた日本選手権も制し、両大会の7連覇を達成した。この新日鉄釜石との敗戦がきっかけとなって神戸製鋼は黄金時代への第一歩を踏み出した。
翌1985年度のシーズン、前年度まで同志社の主力選手だった大八木淳史が加入。さらに主将である林が本職であるロック（LO）ではなく、FW第1列（プロップ。PR）にコンバートするなどして、弱点だったフォワードに厚みが増した。そして近鉄花園ラグビー場で行われた同年度の社会人大会準決勝で、同大会8連覇を目指す新日鉄釜石と再び対戦することになった。前年度とは違い、終盤まで一進一退の攻防戦が続いたが、ノーサイド直前に勝ち越して勝利。ついに釜石の8連覇を阻止した。しかし、決勝では強力FWを擁するトヨタ自動車に敗戦した。
1986年度、英国留学から帰国した平尾誠二が加入。秩父宮ラグビー場で開催された同年度の全国社会人大会準決勝で、三たび、新日鉄釜石と対戦。前年同様、一進一退の攻防戦が続き、結果は9-9の引き分け。抽選の結果、新日鉄釜石が決勝へと進出した。
1987年度の全国社会人大会（花園）の1回戦で、東芝府中と対戦。終盤までリードしながら、ノーサイド直前に逆転トライ＆コンバージョンを許し、1点差で逆転負けした。
この頃の当チームは、『力はあるけど勝ちきれないチーム』と言われた。だが翌年度以降、黄金時代を築くことになる。

### 「オープンラグビー」で初の日本一
1988年、林から主将を受け継ぐことになった平尾は、当時弱かった FWに固執せず、バックス（以下、BK）をどんどん多用するという、大学のラグビーチームが志向している「オープンラグビー」（展開ラグビー）にチームスタイルを改めた。そのことは、社会人ラグビーの長年にわたる風習ともなっていた「テンマンラグビー」との決別を意味することにもなった。
しかし、同年の関西社会人リーグでは、近鉄、ワールドといった強力なFW力を持つチームに敗れ、平尾のチーム作りに疑問を呈するラグビー関係者もいたが、全国社会人大会（秩父宮）では、平尾が当初から目指してきたオープンラグビーが開花し、優勝候補筆頭だった三洋電機に競り勝ち、東芝府中戦ではことごとく横展開からBKのトライが決まって快勝。初の社会人大会優勝を果たした。
1989年1月15日に行われた日本選手権（国立競技場。以下、日本選手権は国立開催のため表記なし）では、大東文化大学を後半圧倒。初のラグビー日本一の座を手中にした。この優勝が当チーム7年連続日本一の第一歩となるのである。この対戦では、国立競技場の入場者数が61,105人を記録し、同施設入場者数の歴代10位となった。

### 3連覇達成
1989年、当時現役のオーストラリア代表ウイング（以下、WTB）のイアン・ウィリアムスが加入したが、当時、社会人チームに加入した外国人選手については、1年間の社業業務を務めなければ公式戦に出場できないという日本ラグビー協会の規約があり、そのため、ウィリアムスは同年度シーズンの公式戦に出場することができなかった。
しかしながら、全国社会人大会（花園）決勝でサントリーを破り、1990年1月15日の日本選手権でも早稲田大学に58-4で圧勝し、両大会連覇を果たした。そして1990年度のシーズンから、上述のウィリアムスが公式戦に出場することになるが、後述する通り、奇跡のトライを生むことになる。
1990年度の社会人大会（秩父宮）決勝は、宮地克実監督を擁する三洋電機との対戦となったが、その試合は日本のラグビー史に今も語り継がれる歴史的な試合となった。
強力なFWを擁する三洋は後半30分過ぎまで16-12とリード。しかもここまで、神戸製鋼はトライが1つもなかった。終盤になって当チームは、繰り返し連続展開からトライチャンスを試みるが、三洋の強力なタックルがことごとく決まる展開となり、22mラインの攻防戦で常に後退を強いられる展開となった。時計が後半40分を過ぎ、ロスタイムに入った。当チームは切り札である、ウィリアムスにボールを集めようとするが、なかなかボールがウィリアムスまで渡らない。
後半41分頃、三洋の選手がタッチに蹴り出した瞬間、宮地監督は立ち上がり、勝利のポーズを見せたが、主審の真下昇はノーサイドの笛を吹かず、そのまま試合は続行。後半43分頃、ウイングとして出場しながらも、この時点ではフルバック（FB）の位置にいた綾城高志をライン参加させ、ゲインラインの突破を図るものの、三洋ディフェンスに見破られ、ハーフウェイライン上でラック状態となってしまう。その状態から素早くボールを出した当チームは、大西一平が再度縦をついてラック状態へと持ち込むと見せかけて、スクラムハーフ（SH）の萩本光威が素早くボールを出し、これを受けた、スタンドオフ（SO）の藪木宏之がパスを放ったが、センター（CTB）の藤崎泰士がホスピタルパスを嫌って見送った（スルーした）ために、同じくセンターの平尾がワンバウンドでパスを受けた。だが、このパスが三洋ディフェンス陣に動揺を与え、一瞬三洋の選手が立ち止まってしまう。その状態から平尾がついに切り札・ウィリアムスへとパス。ウィリアムスは約50mを独走。一方三洋も、ワテソニ・ナモアが懸命にウィリムアスを追うが、ゴールエリア付近で振り切られ、ウィリアムスは細川にGKを決めやすくさせるため、ゴールエリア中央へと持ち込んでトライ。16-16の同点となった。この時点ではまだ両者優勝の状態であり、日本選手権出場権規約によりトライ数の多い三洋が出場権を握っていたが、細川が冷静にGKを決め、18-16でついに逆転。奇跡の全国社会人大会3連覇を達成した。
その後1991年1月15日に行われた日本選手権では、吉田義人が主将を務める明治大学を終始圧倒。こちらも3連覇を達成した。

### 充実の大西主将時代
1991年度、主将は平尾から大西一平にバトンタッチされた。大西はFWの選手である立場もあってか、平尾主将時代にはともすれば軽視されがちだったコンタクトプレーの徹底など、ハード面を重視した。また、当時現役の日本代表で、1年から早稲田大学のSHとして活躍した堀越正巳、青山学院出身のWTB冨岡剛が加入し、2人は1年目からレギュラーの座を射止めたが、この2人の加入により、BK陣はそのまま当時の日本代表レベルに匹敵する陣容となった。選手層に厚みを増した当チームは、全国社会人大会（花園）決勝で前年に引き続き三洋電機と対戦したが快勝し4連覇。1992年1月15日に行われた日本選手権では、これまた前年に引き続き明治大学との対戦となったが、ここでも快勝し、4連覇を達成した。
1992年度、当時現役のアイルランド代表フランカー（FL）だったマーク・イーガンが公式戦に出場できることになったが、大西は、イーガンがLOもこなせることに着眼し、大八木をFLにコンバートさせた。全国社会人大会では、2回戦で対戦したマツダ、準決勝で因縁の対戦となった三洋電機、決勝の東芝府中と、いずれも厳しい戦いを強いられたが勝利して5連覇を達成。1993年1月15日に行われた日本選手権でも、法政大学に勝利してこちらも5連覇を達成した。
1993年度、イアン・ウィリアムスが古傷が癒えない理由から欠場が目立つなど、決してチーム状態は万全とはいえなかったが、全国社会人大会決勝（花園）で三洋電機に快勝して6連覇。1994年1月15日に行われた日本選手権では、元木由記雄主将の明治大学と対戦。中盤で苦戦するシーンも見られたが、最後は貫禄勝ちを収めてこちらも6連覇を達成。この勝利を花道に、大西は主将を細川隆弘にバトンタッチした。

### 難産の末の7連覇達成

#### 大学のスター選手がこぞって加入
1994年度、新日鉄釜石と並ぶ全国社会人大会と日本選手権7連覇に挑むシーズンとなった当チームに、当時の強豪大学チームの中心選手がこぞって入社。明治から元木由記雄（CTB）、早稲田から増保輝則（WTB）、法政から伊藤剛臣（No8）、同志社から中道紀和（Pro）、京都産業から吉田明（CTB）らがそれぞれ加入することになったが、一方で後述するが、これらのスター選手が一斉に同一年度に加入したことにより、当チームがこれまで培ってきたチームカラーが大きく変化することになり、一時は7連覇危うしと言われた遠因を作ることにもなった。

#### ワールドにまさかの敗戦
1994年、神戸総合運動公園ユニバー記念競技場で関西社会人リーグの最終節が行われ、当チームは同リーグ6連覇と、公式戦通算72連勝をかけてワールドと対戦することになった。そして、この試合には上記の新加入選手も出場していたが、一方で、これまで全国社会人大会および日本選手権6連覇の中心選手であり、前年度まで3年間主将を務めてきた大西一平がこの試合の先発メンバーから外れることになり、ひいてはこのことがきっかけとなって、ちょっとした内紛状態が発生することになる。加えて当時、林敏之はほぼ引退を覚悟していた状態、またウィリアムスは故障が癒えず、それぞれ公式戦に一度も出ていなかった。平尾は後年、この年のチームの有り様について、チームにしっかりしたビジョンを見せられなかったこと、新人には練習量も少ない社会人ラグビーで『こんな楽なんだ』と勘違いさせてしまっていたことなど、後悔をにじませる言葉を述べている。
24-25でワールドに敗れ、公式戦の連勝記録は71でストップ。しかもわずか1点差の敗戦だったとはいえ、試合のペースは終始ワールドに奪われていた。この試合には、元木、吉田の加入により古巣のスタンドオフ（SO）にコンバートした平尾も出場していなかったが、全国社会人大会を迎えるにあたって、チームの内情は空中分解寸前の状態だったといえる。

#### 平尾が主将代行に
加えて最悪の事態が待っていた。当年度より秩父宮と花園の両方で試合が行われることになった全国社会人大会1回戦のリコー戦（花園）で、主将の細川がアキレス腱を断裂してしまった。試合のほうは大勝したものの、次の試合以降、事実上監督の代行を務める当チームにとって、その主将不在という、非常事態が発生した。本来ならば副将である冨岡洋が主将代行を務めるべきであるが、スタメンから外れることも少なくなく、心もとない状況であったことから、当年度の残る公式戦については、平尾が主将代行を務めることでチームの意見は一致。また、細川との確執状態が伝えられた大西も以降の公式戦に出場した。
2回戦のサントリー戦（秩父宮。以降決勝まで同場）は予想以上に苦戦を強いられたものの35-28で制した。準決勝は因縁の三洋電機戦だったが、何とかこれもクリア。決勝は東芝府中との対戦となった。

#### 7連覇達成
満場のファンで埋まった決勝戦は、これまでのモヤモヤした戦いを一掃するかのような、当チームらしい内容のゲームとなり、終わってみれば37-13で快勝。ついに新日鉄釜石と並ぶ、全国社会人大会7連覇を達成した。試合後の表彰式で、普段めったに人前で涙を見せたことがない平尾が涙したことも印象的であった。
1995年1月15日 の日本選手権は、V1を果たしたときの相手である大東文化大学であったが、実力差は明らかだった。前半に48-0とリードすると、後半も手を緩めることなく加点し続け、同大会史上初の100点ゲームとなる、102-14で圧勝。ここでも、新日鉄釜石と並ぶ7連覇を達成した。
| 番号 | 選手名     | 出身   |
| ---- | ---------- | ------ |
| 1    | 兼平盛輝   | 法大   |
| 2    | 中山敬一   | 同大   |
| 3    | 山下利幸   | 淀川工 |
| 4    | 林敏之     | 同大   |
| 5    | 大八木淳史 | 同大   |
| 6    | 広瀬良治   | 明大   |
| 7    | 杉本慎治   | 同大   |
| 8    | 大西一平   | 明大   |
| 9    | 萩本光威   | 同大   |
| 10   | 藪木宏之   | 明大   |
| 11   | 菅野有生央 | 同大   |
| 12   | 平尾誠二   | 同大   |
| 13   | 藤崎泰士   | 早大   |
| 14   | 竹本信義   | 大商大 |
| 15   | 綾城高志   | 同大   |

- 太字は主将。

| 番号 | 選手名     | 出身   |
| ---- | ---------- | ------ |
| 1    | 兼平盛輝   | 法大   |
| 2    | 中山敬一   | 同大   |
| 3    | 山下利幸   | 淀川工 |
| 4    | 林敏之     | 同大   |
| 5    | 大八木淳史 | 同大   |
| 6    | 広瀬良治   | 明大   |
| 7    | 杉本慎治   | 同大   |
| 8    | 武藤規夫   | 同大   |
| 9    | 萩本光威   | 同大   |
| 10   | 藪木宏之   | 明大   |
| 11   | 菅野有生央 | 同大   |
| 12   | 平尾誠二   | 同大   |
| 13   | 細川隆弘   | 同大   |
| 14   | 早坂正治   | 法大   |
| 15   | 綾城高志   | 同大   |

- 太字は主将。

| 番号 | 選手名               | 出身   |
| ---- | -------------------- | ------ |
| 1    | 兼平盛輝             | 法大   |
| 2    | 弘津英司             | 同大   |
| 3    | 山下利幸             | 淀川工 |
| 4    | 林敏之               | 同大   |
| 5    | 大八木淳史           | 同大   |
| 6    | 武藤規夫             | 同大   |
| 7    | 杉本慎治             | 同大   |
| 8    | 大西一平             | 明大   |
| 9    | 萩本光威             | 同大   |
| 10   | 藪木宏之             | 明大   |
| 11   | 綾城高志             | 同大   |
| 12   | 平尾誠二             | 同大   |
| 13   | 藤崎泰士             | 早大   |
| 14   | イアン・ウィリアムス | オ大   |
| 15   | 細川隆弘             | 同大   |

- 太字は主将。

| 番号 | 選手名                 | 出身   |
| ---- | ---------------------- | ------ |
| 1    | 福本正幸               | 慶大   |
| 2    | 弘津英司               | 同大   |
| 3    | 山下利幸               | 淀川工 |
| 4    | 林敏之                 | 同大   |
| 5    | サイモン・ウェンズレー | オ大   |
| 6    | 武藤規夫               | 同大   |
| 7    | 大八木淳史             | 同大   |
| 8    | 大西一平               | 明大   |
| 9    | 堀越正巳               | 早大   |
| 10   | 藪木宏之               | 明大   |
| 11   | 冨岡剛                 | 青学大 |
| 12   | 平尾誠二               | 同大   |
| 13   | 細川隆弘               | 同大   |
| 14   | イアン・ウィリアムス   | オ大   |
| 15   | 綾城高志               | 同大   |

- 太字は主将。

| 番号 | 選手名                 | 出身   |
| ---- | ---------------------- | ------ |
| 1    | 福本正幸               | 慶大   |
| 2    | 弘津英司               | 同大   |
| 3    | 山下利幸               | 淀川工 |
| 4    | 林敏之                 | 同大   |
| 5    | サイモン・ウェンズレー | オ大   |
| 6    | 武藤規夫               | 同大   |
| 7    | 大八木淳史             | 同大   |
| 8    | 大西一平               | 明大   |
| 9    | 堀越正巳               | 早大   |
| 10   | 藪木宏之               | 明大   |
| 11   | 冨岡剛                 | 青学大 |
| 12   | 加藤尋久               | 明大   |
| 13   | 平尾誠二               | 同大   |
| 14   | イアン・ウィリアムス   | オ大   |
| 15   | 綾城高志               | 同大   |

- 太字は主将。

| 番号 | 選手名               | 出身   |
| ---- | -------------------- | ------ |
| 1    | 兼平盛輝             | 法大   |
| 2    | 弘津英司             | 同大   |
| 3    | 清水秀司             | 明大   |
| 4    | マーク・イーガン     | オ大   |
| 5    | 大八木淳史           | 同大   |
| 6    | 武藤規夫             | 同大   |
| 7    | 小村淳               | 明大   |
| 8    | 大西一平             | 明大   |
| 9    | 堀越正巳             | 早大   |
| 10   | 藪木宏之             | 明大   |
| 11   | 冨岡剛               | 青学大 |
| 12   | 平尾誠二             | 同大   |
| 13   | 細川隆弘             | 同大   |
| 14   | イアン・ウィリアムス | オ大   |
| 15   | 伊藤紀晶             | 同大   |

- 太字は主将。

| 番号 | 選手名           | 出身   |
| ---- | ---------------- | ------ |
| 1    | 中道紀和         | 同大   |
| 2    | 弘津英司         | 同大   |
| 3    | 清水秀司         | 明大   |
| 4    | マーク・イーガン | オ大   |
| 5    | 大八木淳史       | 同大   |
| 6    | 武藤規夫         | 同大   |
| 7    | 伊藤剛臣         | 法大   |
| 8    | 大西一平         | 明大   |
| 9    | 堀越正巳         | 早大   |
| 10   | 平尾誠二         | 同大   |
| 11   | 増保輝則         | 早大   |
| 12   | 元木由記雄       | 明大   |
| 13   | 吉田明           | 京産大 |
| 14   | 冨岡剛           | 青学大 |
| 15   | 伊藤紀晶         | 同大   |

- 主将の細川隆弘が怪我のため、平尾誠二が主将代行を務めた。

### トップリーグ発足後
トップリーグ初年度となった2003-2004シーズンでは最終節に逆転し、初代リーグチャンピオンとなった。しかし、トップリーグ上位8チームによるトップ8トーナメント・マイクロソフトカップではNECグリーンロケッツに敗れる不覚を味わい、初代カップチャンピオンとの2冠を逃した。
2007-2008シーズンは関西地区（旧関西社会人リーグ）唯一のトップリーグ所属チームであった。
2014-2015シーズンは2003-2004シーズン以来のリーグ戦1位になったが、トップリーグプレーオフ準決勝でヤマハ発動機に敗れた。

### JAPAN RUGBY LEAGUE ONE開幕後
2021年7月16日、新リーグジャパンラグビーリーグワンの1部リーグに振り分けされることになった。
2024年に行われる「KOBELCO CUP 2024 第20回全国高等学校合同チームラグビーフットボール大会」、「KOBELCO CUP 2024 第14回全国高等学校女子合同チームラグビーフットボール大会」の会場（アンダーアーマー菅平サニアパーク（長野県上田市））に、選手15名・スタッフ2名を派遣し、出場チームへの指導を行う。

## タイトル
全国大会
- 日本選手権　優勝：10回（1988, 1989, 1990, 1991, 1992, 1993, 1994, 1999, 2000[注 4], 2018[注 5]）※歴代最多
- 全国社会人大会　優勝：9回（1988, 1989, 1990, 1991, 1992, 1993, 1994, 1999, 2000）

最上位リーグ
- トップリーグ　優勝：2回（2003, 2018）
- 関西社会人リーグ　優勝：12回[注 6]（1983[注 7], 1984, 1986, 1989, 1990, 1991, 1992, 1993, 1996, 1997, 1998[注 8], 2001）

カップ戦
- プレシーズンリーグ／トップリーグカップ　優勝：2回（2015, 2019[注 9]）

7人制大会
- ジャパンセブンズ　優勝：2回（1999, 2015）

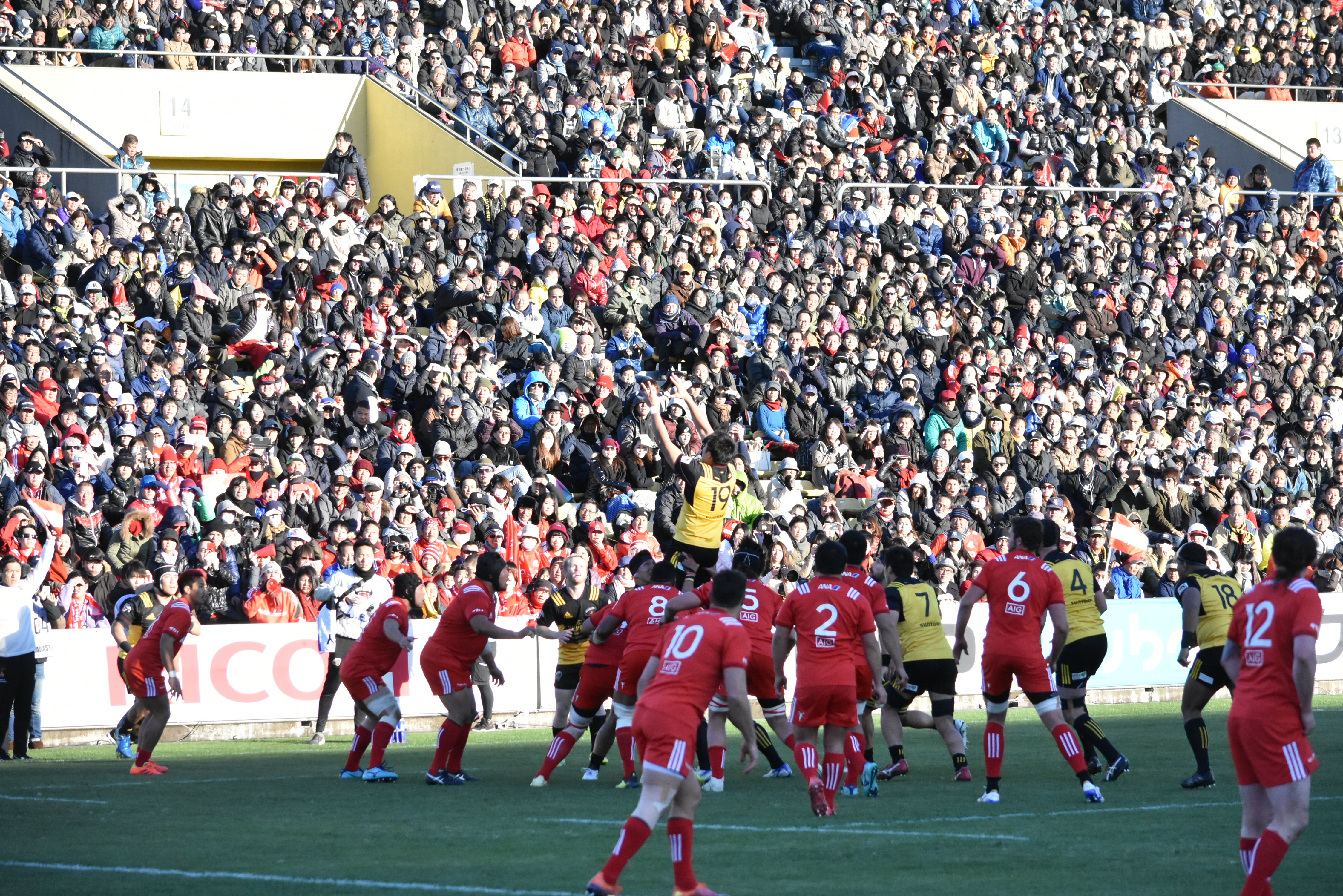
第56回日本ラグビーフットボール選手権大会兼トップリーグ総合順位決定トーナメント決勝（2018年12月15日撮影）
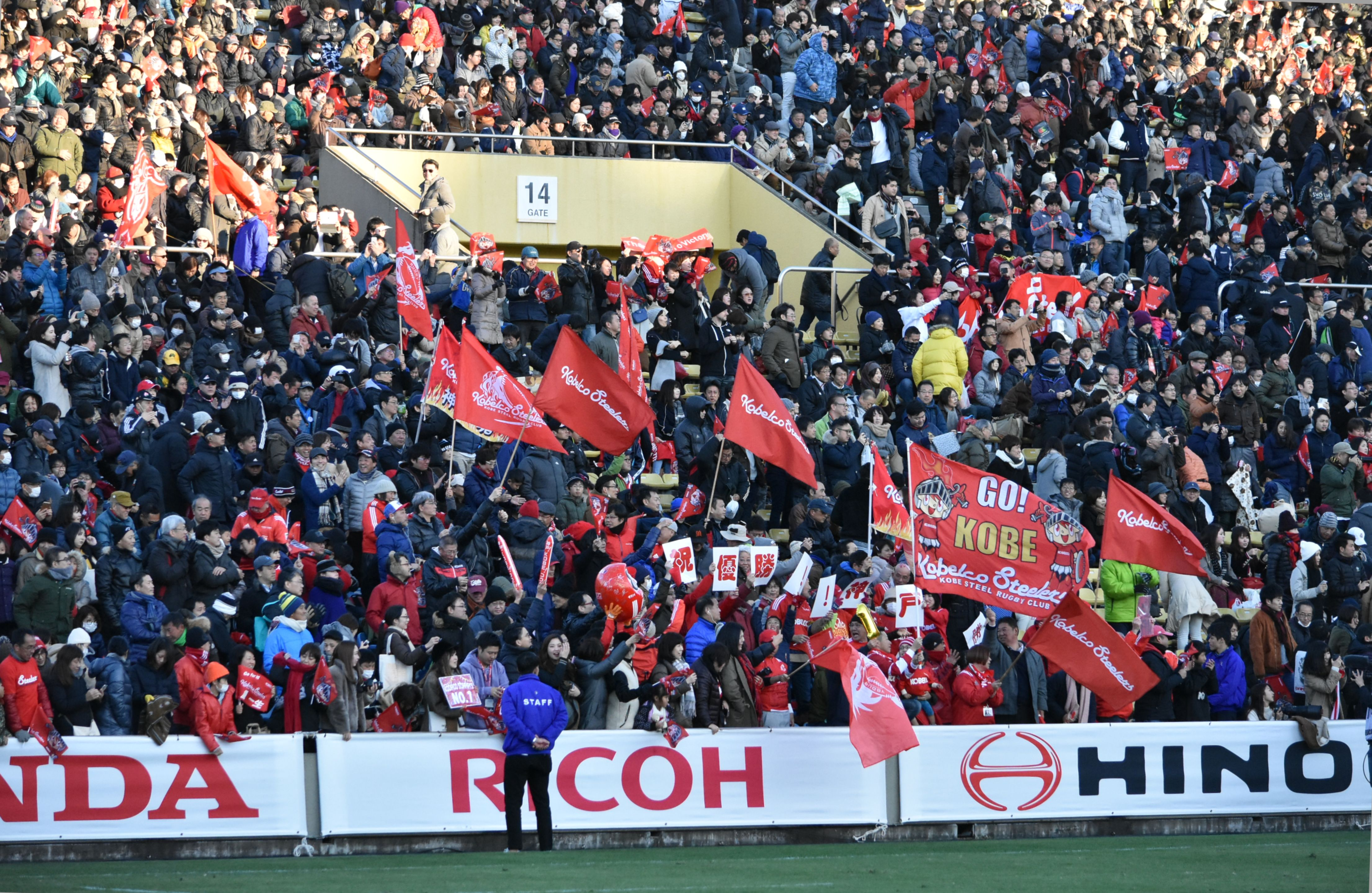
同左、優勝決定の瞬間の応援席（2018年12月15日撮影）
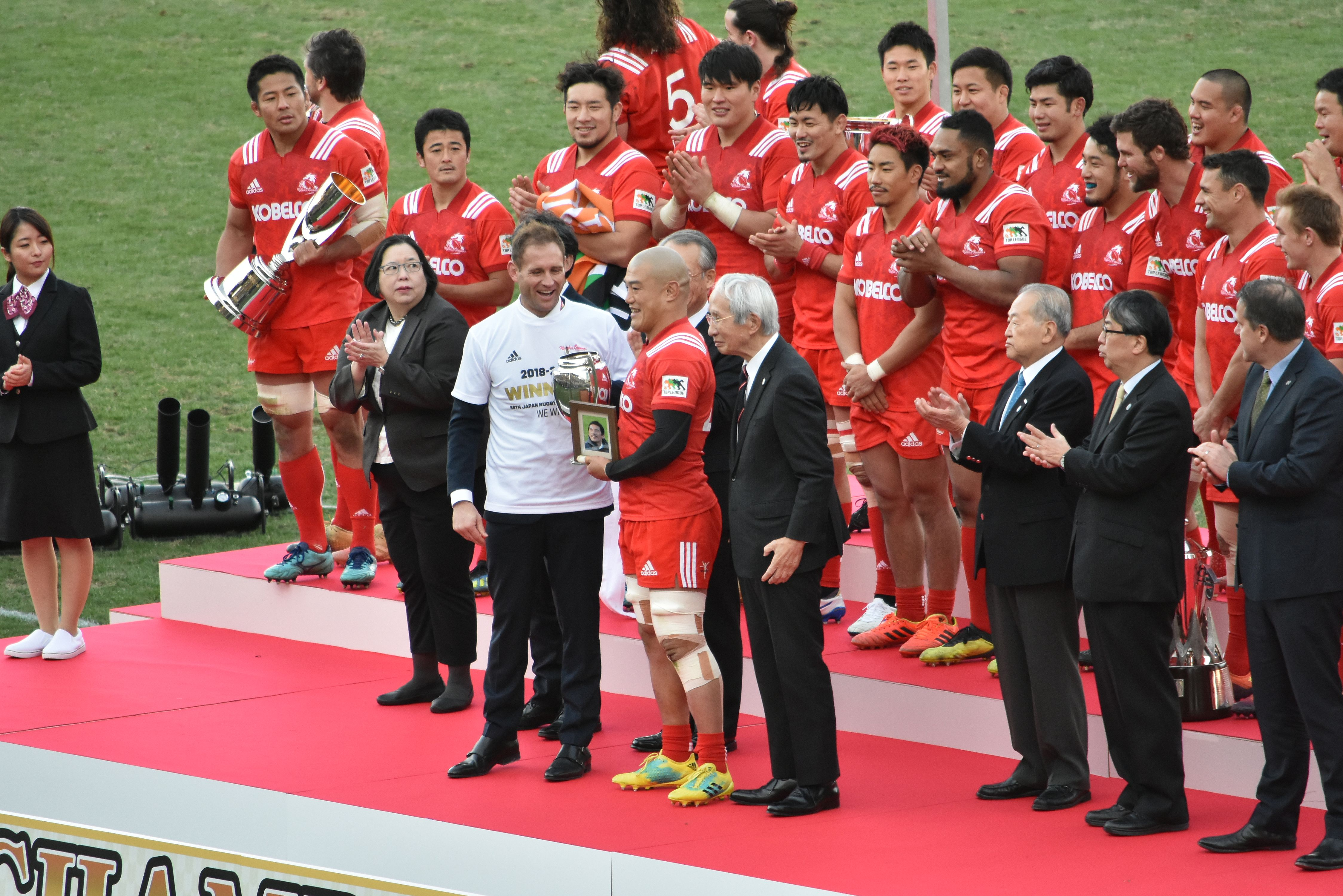
同左、18季ぶりの優勝で平尾誠二の遺影を手に表彰式に臨む前川鐘平（2018年12月15日撮影）

## 成績

### 全国社会人大会戦績
| 回 | 年度 | 地区 | 成績                | 試 | 勝 | 分 | 敗 | 得  | 失  | 差  | 備考                                            |
| -- | ---- | ---- | ------------------- | -- | -- | -- | -- | --- | --- | --- | ----------------------------------------------- |
| 2  | 1949 | 近畿 | ベスト4（初戦敗退） | 1  | 0  | 0  | 1  | 6   | 12  | -6  | 神戸製鋼のチーム名で出場                        |
| 3  | 1950 | 近畿 | ベスト4             | 2  | 1  | 0  | 1  | 35  | 11  | 24  |                                                 |
| 4  | 1951 | 近畿 | ベスト4             | 2  | 1  | 0  | 1  | 33  | 29  | 4   |                                                 |
| 6  | 1953 | 近畿 | ベスト8（初戦敗退） | 1  | 0  | 0  | 1  | 0   | 25  | -25 |                                                 |
| 17 | 1964 | 兵庫 | 1回戦敗退           | 1  | 0  | 0  | 1  | 0   | 24  | -24 |                                                 |
| 18 | 1965 | 兵庫 | 1回戦敗退           | 1  | 0  | 0  | 1  | 11  | 29  | -18 |                                                 |
| 19 | 1966 | 兵庫 | 1回戦敗退           | 1  | 0  | 0  | 1  | 0   | 59  | -59 |                                                 |
| 20 | 1967 | 兵庫 | 1回戦敗退           | 1  | 0  | 0  | 1  | 0   | 50  | -50 |                                                 |
| 25 | 1972 | 近畿 | 1回戦敗退           | 1  | 0  | 0  | 1  | 10  | 77  | -67 |                                                 |
| 29 | 1976 | 近畿 | 1回戦敗退           | 1  | 0  | 0  | 1  | 16  | 22  | -6  |                                                 |
| 30 | 1977 | 近畿 | ベスト8             | 2  | 1  | 0  | 1  | 39  | 26  | 13  |                                                 |
| 33 | 1980 | 近畿 | 1回戦敗退           | 1  | 0  | 0  | 1  | 3   | 52  | -49 |                                                 |
| 34 | 1981 | 近畿 | 1回戦敗退           | 1  | 0  | 0  | 1  | 3   | 35  | -32 |                                                 |
| 35 | 1982 | 近畿 | ベスト8             | 2  | 1  | 0  | 1  | 26  | 46  | -20 |                                                 |
| 36 | 1983 | 近畿 | ベスト4             | 3  | 2  | 0  | 1  | 68  | 40  | 28  |                                                 |
| 37 | 1984 | 近畿 | 準優勝              | 4  | 3  | 0  | 1  | 78  | 28  | 50  |                                                 |
| 38 | 1985 | 近畿 | 準優勝              | 4  | 3  | 0  | 1  | 48  | 30  | 18  |                                                 |
| 39 | 1986 | 近畿 | ベスト4             | 3  | 2  | 1  | 0  | 58  | 17  | 41  | 準決勝は引分（抽選で敗退）                      |
| 40 | 1987 | 近畿 | 1回戦敗退           | 1  | 0  | 0  | 1  | 15  | 16  | -1  |                                                 |
| 41 | 1988 | 関西 | 優勝                | 4  | 4  | 0  | 0  | 73  | 40  | 33  | 日本選手権に出場                                |
| 42 | 1989 | 関西 | 優勝                | 4  | 4  | 0  | 0  | 117 | 36  | 81  | 日本選手権に出場                                |
| 43 | 1990 | 関西 | 優勝                | 4  | 4  | 0  | 0  | 142 | 56  | 86  | 日本選手権に出場                                |
| 44 | 1991 | 関西 | 優勝                | 4  | 4  | 0  | 0  | 163 | 39  | 124 | 日本選手権に出場                                |
| 45 | 1992 | 関西 | 優勝                | 4  | 4  | 0  | 0  | 141 | 55  | 86  | 日本選手権に出場                                |
| 46 | 1993 | 関西 | 優勝                | 4  | 4  | 0  | 0  | 123 | 43  | 80  | 日本選手権に出場                                |
| 47 | 1994 | 関西 | 優勝                | 4  | 4  | 0  | 0  | 156 | 74  | 82  | 日本選手権に出場                                |
| 48 | 1995 | 関西 | ベスト8             | 4  | 3  | 1  | 0  | 210 | 38  | 172 | 準々決勝は引分（トライ数で敗退）                |
| 49 | 1996 | 関西 | ベスト4             | 5  | 3  | 1  | 1  | 314 | 81  | 233 |                                                 |
| 50 | 1997 | 関西 | ベスト8             | 4  | 3  | 0  | 1  | 218 | 80  | 138 |                                                 |
| 51 | 1998 | 関西 | ベスト4             | 5  | 4  | 1  | 0  | 224 | 83  | 141 | 準決勝は引分（トライ数で敗退） 日本選手権に出場 |
| 52 | 1999 | 関西 | 優勝                | 6  | 6  | 0  | 0  | 362 | 87  | 275 | 日本選手権に出場                                |
| 53 | 2000 | 関西 | 優勝                | 4  | 4  | 0  | 0  | 225 | 82  | 143 | 日本選手権に出場                                |
| 54 | 2001 | 関西 | 準優勝              | 4  | 3  | 0  | 1  | 232 | 107 | 125 | 日本選手権に出場                                |
| 55 | 2002 | 関西 | ベスト8             | 4  | 2  | 0  | 2  | 174 | 106 | 68  |                                                 |

### リーグ戦戦績

#### トップリーグ創設以前
| 年度 | 所属リーグ               | Div. | 順位 | 試合 | 勝利 | 引分 | 敗戦 | 得点 | 失点 | 得失差 | 備考                          |
| ---- | ------------------------ | ---- | ---- | ---- | ---- | ---- | ---- | ---- | ---- | ------ | ----------------------------- |
| 1962 | 関西社会人リーグ Cリーグ | 3部  |      |      |      |      |      |      |      |        | 詳細不明                      |
| 1963 |                          |      |      |      |      |      |      |      |      |        | 詳細不明                      |
| 1964 |                          |      |      |      |      |      |      |      |      |        | 詳細不明                      |
| 1965 |                          |      |      |      |      |      |      |      |      |        | 詳細不明                      |
| 1966 |                          |      |      |      |      |      |      |      |      |        | 詳細不明                      |
| 1967 |                          |      |      |      |      |      |      |      |      |        | 詳細不明                      |
| 1968 | 関西社会人リーグ Bリーグ | 2部  | 6位  | 6    | 1    | 0    | 5    | 50   | 164  | -114   | 同率                          |
| 1969 | 関西社会人リーグ Cリーグ | 3部  |      |      |      |      |      |      |      |        | 詳細不明                      |
| 1970 | 関西社会人リーグ Bリーグ | 2部  |      |      |      |      |      |      |      |        | 詳細不明                      |
| 1971 | 関西社会人リーグ Bリーグ | 2部  | 優勝 | 6    | ≥5   | ≥0   | ≥0   | ≥175 | ≥36  | 不明   | 1試合の結果不明               |
| 1972 | 関西社会人リーグ Bリーグ | 2部  | 3位  | 6    | 3    | 0    | 3    | 148  | 130  | 18     | 3チーム同率                   |
| 1973 | 関西社会人リーグ Bリーグ | 2部  | 優勝 | 6    | 6    | 0    | 0    | 196  | 27   | 169    |                               |
| 1974 | 関西社会人リーグ Bリーグ | 2部  |      |      |      |      |      |      |      |        | 詳細不明                      |
| 1975 | 関西社会人リーグ Bリーグ | 2部  | 優勝 | 6    | 6    | 0    | 0    |      |      |        | 詳細不明                      |
| 1976 | 関西社会人リーグ Aリーグ | 1部  | 5位  | 6    | 1    | 0    | 5    | 109  | 193  | -84    | 三すくみ                      |
| 1977 | 関西社会人リーグ Aリーグ | 1部  | 4位  | 6    | 3    | 1    | 2    | 137  | 117  | 20     |                               |
| 1978 | 関西社会人リーグ Aリーグ | 1部  | 3位  | 6    | 4    | 0    | 2    | 176  | 103  | 73     |                               |
| 1979 | 関西社会人リーグ Aリーグ | 1部  | 6位  | 6    | 1    | 1    | 4    | 75   | 140  | -65    |                               |
| 1980 | 関西社会人リーグ Aリーグ | 1部  | 5位  | 7    | 3    | 0    | 4    | 118  | 153  | -35    | 同率                          |
| 1981 | 関西社会人リーグ Aリーグ | 1部  | 2位  | 7    | 6    | 0    | 1    | 191  | 96   | 95     |                               |
| 1982 | 関西社会人リーグ Aリーグ | 1部  | 3位  | 7    | 5    | 0    | 2    | 270  | 81   | 189    | 同率                          |
| 1983 | 関西社会人リーグ Aリーグ | 1部  | 優勝 | 7    | 6    | 0    | 1    | 215  | 84   | 131    | 三すくみで同率優勝            |
| 1984 | 関西社会人リーグ Aリーグ | 1部  | 優勝 | 7    | 7    | 0    | 0    | 167  | 53   | 114    |                               |
| 1985 | 関西社会人リーグ Aリーグ | 1部  | 2位  | 7    | 5    | 0    | 2    | 110  | 86   | 24     | 同率                          |
| 1986 | 関西社会人リーグ Aリーグ | 1部  | 優勝 | 7    | 7    | 0    | 0    | 232  | 59   | 173    |                               |
| 1987 | 関西社会人リーグ Aリーグ | 1部  | 2位  | 7    | 6    | 0    | 1    | 355  | 67   | 288    |                               |
| 1988 | 関西社会人リーグ Aリーグ | 1部  | 2位  | 7    | 5    | 0    | 2    | 275  | 70   | 205    | 三すくみ                      |
| 1989 | 関西社会人リーグ Aリーグ | 1部  | 優勝 | 7    | 7    | 0    | 0    | 311  | 71   | 240    |                               |
| 1990 | 関西社会人リーグ Aリーグ | 1部  | 優勝 | 7    | 7    | 0    | 0    | 289  | 66   | 223    |                               |
| 1991 | 関西社会人リーグ Aリーグ | 1部  | 優勝 | 7    | 7    | 0    | 0    | 342  | 38   | 304    |                               |
| 1992 | 関西社会人リーグ Aリーグ | 1部  | 優勝 | 7    | 7    | 0    | 0    | 398  | 66   | 332    |                               |
| 1993 | 関西社会人リーグ Aリーグ | 1部  | 優勝 | 7    | 7    | 0    | 0    | 372  | 86   | 286    |                               |
| 1994 | 関西社会人リーグ Aリーグ | 1部  | 2位  | 7    | 6    | 0    | 1    | 463  | 107  | 356    |                               |
| 1995 | 関西社会人リーグ Aリーグ | 1部  | 2位  | 7    | 6    | 1    | 0    | 416  | 29   | 387    | 同率1位。順位は抽選による     |
| 1996 | 関西社会人リーグ Aリーグ | 1部  | 優勝 | 7    | 7    | 0    | 0    | 619  | 84   | 535    |                               |
| 1997 | 関西社会人リーグ Aリーグ | 1部  | 優勝 | 7    | 7    | 0    | 0    | 449  | 91   | 358    |                               |
| 1998 | 関西社会人リーグ Aリーグ | 1部  | 優勝 | 7    | 6    | 1    | 0    | 265  | 97   | 168    | 同率優勝                      |
| 1999 | 関西社会人リーグ Aリーグ | 1部  | 2位  | 7    | 6    | 0    | 1    | 286  | 127  | 159    |                               |
| 2000 | 関西社会人リーグ Aリーグ | 1部  | 2位  | 7    | 6    | 0    | 1    | 265  | 182  | 83     |                               |
| 2001 | 関西社会人リーグ Aリーグ | 1部  | 優勝 | 7    | 6    | 0    | 1    | 425  | 129  | 296    | 同率1位。順位は当該決戦による |
| 2002 | 関西社会人リーグ Aリーグ | 1部  | 3位  | 7    | 5    | 0    | 2    | 348  | 155  | 193    |                               |

#### トップリーグ
| シーズン  | 所属リーグ   | Div. | 順位 | 試合 | 勝利 | 引分 | 敗戦 | 得点 | 失点 | 得失差 | 勝点 | 結果                                                                  | カップ戦                      | 日本選手権 |
| --------- | ------------ | ---- | ---- | ---- | ---- | ---- | ---- | ---- | ---- | ------ | ---- | --------------------------------------------------------------------- | ----------------------------- | ---------- |
| 2003-2004 | トップリーグ | 1部  | 優勝 | 11   | 9    | 0    | 2    | 439  | 286  | 153    | 47   | リーグ戦：1位                                                         | マイクロソフトカップ：ベスト4 | 準優勝     |
| 2004-2005 | トップリーグ | 1部  | 5位  | 11   | 6    | 0    | 5    | 326  | 356  | -30    | 34   | リーグ戦：5位                                                         | マイクロソフトカップ：ベスト4 |            |
| 2005-2006 | トップリーグ | 1部  | 5位  | 11   | 7    | 0    | 4    | 284  | 225  | 59     | 33   | リーグ戦：5位                                                         | マイクロソフトカップ：ベスト8 |            |
| 2006-2007 | トップリーグ | 1部  | 6位  | 13   | 8    | 0    | 5    | 360  | 306  | 54     | 42   | リーグ戦：6位                                                         |                               |            |
| 2007-2008 | トップリーグ | 1部  | 5位  | 13   | 9    | 0    | 4    | 377  | 348  | 29     | 46   | リーグ戦：5位                                                         |                               |            |
| 2008-2009 | トップリーグ | 1部  | 3位  | 13   | 9    | 0    | 4    | 358  | 300  | 58     | 43   | リーグ戦：4位 プレーオフトーナメント：ベスト4                         |                               | ベスト16   |
| 2009-2010 | トップリーグ | 1部  | 5位  | 13   | 7    | 1    | 5    | 343  | 303  | 40     | 38   | リーグ戦：5位                                                         |                               | ベスト16   |
| 2010-2011 | トップリーグ | 1部  | 5位  | 13   | 7    | 0    | 6    | 395  | 279  | 116    | 36   | リーグ戦：5位                                                         |                               | ベスト4    |
| 2011-2012 | トップリーグ | 1部  | 6位  | 13   | 6    | 1    | 6    | 349  | 288  | 61     | 38   | リーグ戦：6位                                                         |                               | ベスト16   |
| 2012-2013 | トップリーグ | 1部  | 3位  | 13   | 9    | 1    | 3    | 468  | 255  | 213    | 49   | リーグ戦：4位 プレーオフトーナメント：ベスト4                         |                               | 準優勝     |
| 2013-2014 | トップリーグ | 1部  | 3位  | 7    | 5    | 0    | 2    | 213  | 147  | 66     | 24   | リーグ戦：1stステージ・プールA・3位                                   |                               | ベスト4    |
| 2013-2014 | トップリーグ | 1部  | 3位  | 7    | 4    | 0    | 3    | 223  | 194  | 29     | 24   | リーグ戦：2ndステージ・グループA・3位 プレーオフトーナメント：ベスト4 |                               | ベスト4    |
| 2014-2015 | トップリーグ | 1部  | 3位  | 7    | 6    | 1    | 0    | 182  | 106  | 76     | 29   | リーグ戦：1stステージ・プールB・1位                                   |                               | ベスト8    |
| 2014-2015 | トップリーグ | 1部  | 3位  | 7    | 5    | 0    | 2    | 242  | 113  | 129    | 29   | リーグ戦：2ndステージ・グループA・1位 プレーオフトーナメント：ベスト4 |                               | ベスト8    |
| 2015-2016 | トップリーグ | 1部  | 4位  | 7    | 5    | 0    | 2    | 235  | 137  | 98     | 27   | リーグ戦：プールB・2位 順位決定トーナメント：4位                      | プレシーズンリーグ：優勝      |            |
| 2016-2017 | トップリーグ | 1部  | 4位  | 15   | 10   | 0    | 5    | 473  | 328  | 145    | 48   | リーグ戦：4位                                                         |                               |            |
| 2017-2018 | トップリーグ | 1部  | 5位  | 13   | 7    | 1    | 5    | 353  | 297  | 56     | 37   | リーグ戦：レッドカンファレンス・4位 総合順位決定トーナメント：5位     |                               |            |
| 2018-2019 | トップリーグ | 1部  | 優勝 | 7    | 6    | 1    | 0    | 353  | 156  | 197    | 30   | リーグ戦：レッドカンファレンス・1位 総合順位決定トーナメント：優勝    | トップリーグカップ：6位       | 優勝       |
| 2020      | トップリーグ | 1部  | －   | －   | －   | －   | －   | －   | －   | －     | －   | 大会中止                                                              | トップリーグカップ：優勝      |            |
| 2021      | トップリーグ | 1部  | 5位  | 7    | 6    | 1    | 0    | 289  | 138  | 151    | 29   | リーグ戦：ホワイトカンファレンス・2位 プレーオフトーナメント：ベスト8 |                               |            |

#### JAPAN RUGBY LEAGUE ONE
| シーズン | DIVISION  | 最終順位 | リーグ順位   | 試合数 | 勝点 | 勝 | 分 | 負 | 得点 | 失点 | 得失差 | 入替戦 プレーオフ                    | 備考                        |
| -------- | --------- | -------- | ------------ | ------ | ---- | -- | -- | -- | ---- | ---- | ------ | ------------------------------------ | --------------------------- |
| 2022     | DIVISION1 | 7位      | 7位/12チーム | 16     | 36   | 7  | 0  | 9  | 521  | 496  | 25     | なし                                 | [ 25 ]                      |
| 2022-23  | DIVISION1 | 9位      | 9位/12チーム | 16     | 25   | 5  | 0  | 11 | 470  | 569  | -99    | なし                                 | [ 26 ]                      |
| 2023-24  | DIVISION1 | 5位      | 5位/12チーム | 16     | 45   | 9  | 1  | 6  | 647  | 459  | 188    | なし                                 | [ 27 ]                      |
| 2024-25  | DIVISION1 | 3位      | 5位/12チーム | 18     | 51   | 10 | 0  | 8  | 642  | 509  | 133    | プレーオフ準決勝敗退・ 3位決定戦勝利 | [ 28 ] [ 29 ] [ 30 ] [ 31 ] |

## 2024-25シーズンの順位
| \| \| JAPAN RUGBY LEAGUE ONE 2024-25 順位表（2025年6月1日時点）出典：[32][33] \| 編集 \| | | | | | | | | | | | | | | | | | |
| リーグ戦 順位 | カンファレンス | チーム | 試合数 | 勝ち点 | 勝 | 分 | 負 | 得点 | 失点 | 得失点差 | T | G | PG | DG | 反則数 | プレーオフ (PO) / 入替戦 | 結果 |
| 優勝 | A | 東芝ブレイブルーパス東京 | 18 | 71 | 15 | 1 | 2 | 741 | 480 | 261 | 110 | 91 | 3 | 0 | 182 | 第13節でPO進出決定 | 優勝 |
| 2位 | B | 埼玉パナソニックワイルドナイツ | 18 | 71 | 14 | 2 | 2 | 727 | 437 | 290 | 99 | 71 | 30 | 0 | 161 | 第14節でPO進出決定 | 準決勝敗退 (4位) |
| 3位 | B | クボタスピアーズ船橋・東京ベイ | 18 | 69 | 14 | 2 | 2 | 606 | 361 | 245 | 87 | 54 | 20 | 1 | 179 | 第14節でPO進出決定 | 準優勝 |
| 4位 | A | 静岡ブルーレヴズ | 18 | 63 | 14 | 0 | 4 | 616 | 504 | 112 | 91 | 64 | 11 | 0 | 223 | 第15節でPO進出決定 | 準々決勝敗退（5位） |
| 5位 | A | コベルコ神戸スティーラーズ | 18 | 51 | 10 | 0 | 8 | 642 | 509 | 133 | 93 | 69 | 13 | 0 | 219 | 第16節でPO進出決定 | 準決勝敗退 (3位) |
| 6位 | B | 東京サントリーサンゴリアス | 18 | 40 | 8 | 2 | 8 | 542 | 568 | -26 | 73 | 48 | 26 | 1 | 179 | 第17節最終戦「横浜E対神戸S」でPO進出決定 | 準々決勝敗退（6位） |
| 7位 | B | リコーブラックラムズ東京 | 18 | 33 | 6 | 0 | 12 | 504 | 521 | -17 | 71 | 46 | 19 | 0 | 201 | | ‐ |
| 8位 | A | 横浜キヤノンイーグルス | 18 | 30 | 6 | 0 | 12 | 518 | 566 | -48 | 73 | 54 | 15 | 0 | 187 | | ‐ |
| 9位 | A | 三菱重工相模原ダイナボアーズ | 18 | 26 | 6 | 0 | 12 | 436 | 653 | -217 | 61 | 43 | 15 | 0 | 232 | | ‐ |
| 10位 | B | トヨタヴェルブリッツ | 18 | 24 | 4 | 1 | 13 | 445 | 617 | -172 | 65 | 42 | 12 | 0 | 214 | | ‐ |
| 11位 | B | 三重ホンダヒート | 18 | 18 | 4 | 0 | 14 | 417 | 711 | -294 | 60 | 39 | 13 | 0 | 208 | 第17節で「11位・入替戦出場」が確定 | 残留 |
| 12位 | A | 浦安D-Rocks | 18 | 14 | 3 | 0 | 15 | 465 | 732 | -267 | 66 | 48 | 13 | 0 | 223 | 第17節で「12位・入替戦出場」が確定 | 残留 |
| | | | | | | | | | | | | | | | | | |
| - 勝ち点は、勝ち4点、引き分け2点、負け0点。 - ただし、7点差以内の負けは1点を付与、3トライ差以上での勝ちは追加で1点を付与。 - 同じ勝ち点である場合は下記の順番で順位を決定する。 1. 勝ち点 2. 勝利数 3. ①および②が同数であったチーム間の勝ち点 4. ①、②および③が同数であったチーム間の得失点差 5. 全試合の得失点差 6. 当該チーム間のトライ数 7. 全試合でのトライ数 8. 当該チーム間のトライ後のゴール数 9. 全試合でのトライ後のゴール数 10. 抽選 | - 勝ち点は、勝ち4点、引き分け2点、負け0点。 - ただし、7点差以内の負けは1点を付与、3トライ差以上での勝ちは追加で1点を付与。 - 同じ勝ち点である場合は下記の順番で順位を決定する。 1. 勝ち点 2. 勝利数 3. ①および②が同数であったチーム間の勝ち点 4. ①、②および③が同数であったチーム間の得失点差 5. 全試合の得失点差 6. 当該チーム間のトライ数 7. 全試合でのトライ数 8. 当該チーム間のトライ後のゴール数 9. 全試合でのトライ後のゴール数 10. 抽選 | - 勝ち点は、勝ち4点、引き分け2点、負け0点。 - ただし、7点差以内の負けは1点を付与、3トライ差以上での勝ちは追加で1点を付与。 - 同じ勝ち点である場合は下記の順番で順位を決定する。 1. 勝ち点 2. 勝利数 3. ①および②が同数であったチーム間の勝ち点 4. ①、②および③が同数であったチーム間の得失点差 5. 全試合の得失点差 6. 当該チーム間のトライ数 7. 全試合でのトライ数 8. 当該チーム間のトライ後のゴール数 9. 全試合でのトライ後のゴール数 10. 抽選 | - 勝ち点は、勝ち4点、引き分け2点、負け0点。 - ただし、7点差以内の負けは1点を付与、3トライ差以上での勝ちは追加で1点を付与。 - 同じ勝ち点である場合は下記の順番で順位を決定する。 1. 勝ち点 2. 勝利数 3. ①および②が同数であったチーム間の勝ち点 4. ①、②および③が同数であったチーム間の得失点差 5. 全試合の得失点差 6. 当該チーム間のトライ数 7. 全試合でのトライ数 8. 当該チーム間のトライ後のゴール数 9. 全試合でのトライ後のゴール数 10. 抽選 | - 勝ち点は、勝ち4点、引き分け2点、負け0点。 - ただし、7点差以内の負けは1点を付与、3トライ差以上での勝ちは追加で1点を付与。 - 同じ勝ち点である場合は下記の順番で順位を決定する。 1. 勝ち点 2. 勝利数 3. ①および②が同数であったチーム間の勝ち点 4. ①、②および③が同数であったチーム間の得失点差 5. 全試合の得失点差 6. 当該チーム間のトライ数 7. 全試合でのトライ数 8. 当該チーム間のトライ後のゴール数 9. 全試合でのトライ後のゴール数 10. 抽選 | - 勝ち点は、勝ち4点、引き分け2点、負け0点。 - ただし、7点差以内の負けは1点を付与、3トライ差以上での勝ちは追加で1点を付与。 - 同じ勝ち点である場合は下記の順番で順位を決定する。 1. 勝ち点 2. 勝利数 3. ①および②が同数であったチーム間の勝ち点 4. ①、②および③が同数であったチーム間の得失点差 5. 全試合の得失点差 6. 当該チーム間のトライ数 7. 全試合でのトライ数 8. 当該チーム間のトライ後のゴール数 9. 全試合でのトライ後のゴール数 10. 抽選 | - 勝ち点は、勝ち4点、引き分け2点、負け0点。 - ただし、7点差以内の負けは1点を付与、3トライ差以上での勝ちは追加で1点を付与。 - 同じ勝ち点である場合は下記の順番で順位を決定する。 1. 勝ち点 2. 勝利数 3. ①および②が同数であったチーム間の勝ち点 4. ①、②および③が同数であったチーム間の得失点差 5. 全試合の得失点差 6. 当該チーム間のトライ数 7. 全試合でのトライ数 8. 当該チーム間のトライ後のゴール数 9. 全試合でのトライ後のゴール数 10. 抽選 | - 勝ち点は、勝ち4点、引き分け2点、負け0点。 - ただし、7点差以内の負けは1点を付与、3トライ差以上での勝ちは追加で1点を付与。 - 同じ勝ち点である場合は下記の順番で順位を決定する。 1. 勝ち点 2. 勝利数 3. ①および②が同数であったチーム間の勝ち点 4. ①、②および③が同数であったチーム間の得失点差 5. 全試合の得失点差 6. 当該チーム間のトライ数 7. 全試合でのトライ数 8. 当該チーム間のトライ後のゴール数 9. 全試合でのトライ後のゴール数 10. 抽選 | - 勝ち点は、勝ち4点、引き分け2点、負け0点。 - ただし、7点差以内の負けは1点を付与、3トライ差以上での勝ちは追加で1点を付与。 - 同じ勝ち点である場合は下記の順番で順位を決定する。 1. 勝ち点 2. 勝利数 3. ①および②が同数であったチーム間の勝ち点 4. ①、②および③が同数であったチーム間の得失点差 5. 全試合の得失点差 6. 当該チーム間のトライ数 7. 全試合でのトライ数 8. 当該チーム間のトライ後のゴール数 9. 全試合でのトライ後のゴール数 10. 抽選 | - 勝ち点は、勝ち4点、引き分け2点、負け0点。 - ただし、7点差以内の負けは1点を付与、3トライ差以上での勝ちは追加で1点を付与。 - 同じ勝ち点である場合は下記の順番で順位を決定する。 1. 勝ち点 2. 勝利数 3. ①および②が同数であったチーム間の勝ち点 4. ①、②および③が同数であったチーム間の得失点差 5. 全試合の得失点差 6. 当該チーム間のトライ数 7. 全試合でのトライ数 8. 当該チーム間のトライ後のゴール数 9. 全試合でのトライ後のゴール数 10. 抽選 | - 勝ち点は、勝ち4点、引き分け2点、負け0点。 - ただし、7点差以内の負けは1点を付与、3トライ差以上での勝ちは追加で1点を付与。 - 同じ勝ち点である場合は下記の順番で順位を決定する。 1. 勝ち点 2. 勝利数 3. ①および②が同数であったチーム間の勝ち点 4. ①、②および③が同数であったチーム間の得失点差 5. 全試合の得失点差 6. 当該チーム間のトライ数 7. 全試合でのトライ数 8. 当該チーム間のトライ後のゴール数 9. 全試合でのトライ後のゴール数 10. 抽選 | - 勝ち点は、勝ち4点、引き分け2点、負け0点。 - ただし、7点差以内の負けは1点を付与、3トライ差以上での勝ちは追加で1点を付与。 - 同じ勝ち点である場合は下記の順番で順位を決定する。 1. 勝ち点 2. 勝利数 3. ①および②が同数であったチーム間の勝ち点 4. ①、②および③が同数であったチーム間の得失点差 5. 全試合の得失点差 6. 当該チーム間のトライ数 7. 全試合でのトライ数 8. 当該チーム間のトライ後のゴール数 9. 全試合でのトライ後のゴール数 10. 抽選 | - 勝ち点は、勝ち4点、引き分け2点、負け0点。 - ただし、7点差以内の負けは1点を付与、3トライ差以上での勝ちは追加で1点を付与。 - 同じ勝ち点である場合は下記の順番で順位を決定する。 1. 勝ち点 2. 勝利数 3. ①および②が同数であったチーム間の勝ち点 4. ①、②および③が同数であったチーム間の得失点差 5. 全試合の得失点差 6. 当該チーム間のトライ数 7. 全試合でのトライ数 8. 当該チーム間のトライ後のゴール数 9. 全試合でのトライ後のゴール数 10. 抽選 | - 勝ち点は、勝ち4点、引き分け2点、負け0点。 - ただし、7点差以内の負けは1点を付与、3トライ差以上での勝ちは追加で1点を付与。 - 同じ勝ち点である場合は下記の順番で順位を決定する。 1. 勝ち点 2. 勝利数 3. ①および②が同数であったチーム間の勝ち点 4. ①、②および③が同数であったチーム間の得失点差 5. 全試合の得失点差 6. 当該チーム間のトライ数 7. 全試合でのトライ数 8. 当該チーム間のトライ後のゴール数 9. 全試合でのトライ後のゴール数 10. 抽選 | - 勝ち点は、勝ち4点、引き分け2点、負け0点。 - ただし、7点差以内の負けは1点を付与、3トライ差以上での勝ちは追加で1点を付与。 - 同じ勝ち点である場合は下記の順番で順位を決定する。 1. 勝ち点 2. 勝利数 3. ①および②が同数であったチーム間の勝ち点 4. ①、②および③が同数であったチーム間の得失点差 5. 全試合の得失点差 6. 当該チーム間のトライ数 7. 全試合でのトライ数 8. 当該チーム間のトライ後のゴール数 9. 全試合でのトライ後のゴール数 10. 抽選 | - 勝ち点は、勝ち4点、引き分け2点、負け0点。 - ただし、7点差以内の負けは1点を付与、3トライ差以上での勝ちは追加で1点を付与。 - 同じ勝ち点である場合は下記の順番で順位を決定する。 1. 勝ち点 2. 勝利数 3. ①および②が同数であったチーム間の勝ち点 4. ①、②および③が同数であったチーム間の得失点差 5. 全試合の得失点差 6. 当該チーム間のトライ数 7. 全試合でのトライ数 8. 当該チーム間のトライ後のゴール数 9. 全試合でのトライ後のゴール数 10. 抽選 | - 上位6チームは、プレーオフへ進出。 - 1位と2位には、 プレーオフ1回戦が免除され、 準々決勝から出場するシード権が与えられる。 - 11位はDIVISION2の2位と、 12位はDIVISION2の1位と、 それぞれ入替戦を行う。 | - 上位6チームは、プレーオフへ進出。 - 1位と2位には、 プレーオフ1回戦が免除され、 準々決勝から出場するシード権が与えられる。 - 11位はDIVISION2の2位と、 12位はDIVISION2の1位と、 それぞれ入替戦を行う。 |
| | JAPAN RUGBY LEAGUE ONE 2024-25 順位表（2025年6月1日時点）出典： | 編集 | | | | | | | | | | | | | | | |

## 2025-26シーズンのスコッド
開幕前、2025-26シーズンでの選手登録までは、「チームに所属している選手」の一覧に過ぎないことに留意。
カテゴリA（日本代表の実績または資格あり）は、試合登録枠17名以上、同時出場可能枠11名以上。カテゴリB（日本代表の資格獲得見込み）は、試合登録枠・同時出場可能枠ともに任意。カテゴリC（他国代表歴あり等、カテゴリ A, B以外）は、試合登録枠3名以下。
コベルコ神戸スティーラーズの2025-26シーズンのスコッドは下記のとおり。2025年8月4日現在。
ヘッドコーチ: デイブ・レニー
| 選手                             | ポジション               | 身長  | 体重  | 誕生日（年齢）         | 登録区分  |
| -------------------------------- | ------------------------ | ----- | ----- | ---------------------- | --------- |
| カウヴァカ・カイヴェラタ         | プロップ                 | 189cm | 123kg | 2002年7月11日（23歳）  | カテゴリB |
| 前田翔                           | プロップ                 | 180cm | 110kg | 1999年4月30日（26歳）  | カテゴリA |
| 高尾時流                         | プロップ                 | 177cm | 110kg | 1996年8月15日（28歳）  | カテゴリA |
| 具智元                           | プロップ                 | 183cm | 117kg | 1994年7月20日（31歳）  | カテゴリA |
| 渡邉隆之                         | プロップ                 | 180cm | 115kg | 1994年5月27日（31歳）  | カテゴリA |
| 中島イシレリ                     | プロップ                 | 186cm | 120kg | 1989年7月9日（36歳）   | カテゴリA |
| 山下裕史                         | プロップ                 | 183cm | 120kg | 1986年1月1日（39歳）   | カテゴリA |
| 森脇光                           | プロップ                 | 176cm | 106kg | 2002年2月17日（23歳）  | カテゴリA |
| 宮内慶大                         | プロップ                 | 176cm | 105kg | 2002年9月26日（22歳）  | カテゴリA |
| 北出卓也                         | フッカー                 | 180cm | 100kg | 1992年9月14日（32歳）  | カテゴリA |
| 松岡賢太                         | フッカー                 | 175cm | 100kg | 1997年6月6日（28歳）   | カテゴリA |
| シオネ・マウ                     | フッカー                 | 180cm | 115kg | 2002年4月10日（23歳）  | カテゴリB |
| アッシュ・ディクソン             | フッカー                 | 180cm | 103kg | 1988年9月1日（36歳）   | カテゴリB |
| 今村陽良                         | ロック                   | 188cm | 106kg | 1997年1月17日（28歳）  | カテゴリA |
| ジェラード・カウリートゥイオティ | ロック                   | 197cm | 115kg | 1992年6月16日（33歳）  | カテゴリB |
| 小瀧尚弘                         | ロック                   | 194cm | 113kg | 1992年6月13日（33歳）  | カテゴリA |
| ワイサケ・ララトゥブア           | ロック                   | 193cm | 120kg | 1998年3月17日（27歳）  | カテゴリA |
| ブロディ・レタリック             | ロック                   | 204cm | 120kg | 1991年5月31日（34歳）  | カテゴリC |
| 本橋拓馬                         | ロック                   | 193cm | 116kg | 2002年4月30日（23歳）  | カテゴリA |
| ニール・ハンセン                 | ロック                   | 198cm | 115kg | 2005年8月18日（19歳）  | カテゴリB |
| ソセフォ・ファカタヴァ           | フランカー               | 187cm | 110kg | 1997年10月25日（27歳） | カテゴリA |
| 福西隼杜                         | フランカー               | 178cm | 98kg  | 2000年5月17日（25歳）  | カテゴリA |
| 前田剛                           | フランカー               | 178cm | 99kg  | 1996年1月19日（29歳）  | カテゴリA |
| 橋本皓                           | フランカー               | 182cm | 95kg  | 1993年5月17日（32歳）  | カテゴリA |
| ソロモネ・フナキ                 | フランカー               | 185cm | 110kg | 2002年4月12日（23歳）  | カテゴリB |
| アーディー・サヴェア             | フランカー/ナンバー8     | 184cm | 105kg | 1993年10月14日（31歳） | カテゴリC |
| ティエナン・コストリー           | ナンバー8                | 192cm | 104kg | 2000年6月14日（25歳）  | カテゴリA |
| ヴィリー・ポトヒエッター         | ナンバー8                | 190cm | 106kg | 2002年1月5日（23歳）   | カテゴリB |
| 中嶋大希                         | スクラムハーフ           | 172cm | 80kg  | 1996年3月25日（29歳）  | カテゴリA |
| 徳田健太                         | スクラムハーフ           | 166cm | 70kg  | 1993年10月7日（31歳）  | カテゴリA |
| 日和佐篤                         | スクラムハーフ           | 166cm | 70kg  | 1987年5月22日（38歳）  | カテゴリA |
| 上村樹輝                         | スクラムハーフ           | 168cm | 71kg  | 2002年12月13日（22歳） | カテゴリA |
| 李承信                           | スタンドオフ             | 176cm | 85kg  | 2001年1月13日（24歳）  | カテゴリA |
| ブリン・ガットランド             | スタンドオフ             | 180cm | 88kg  | 1995年5月10日（30歳）  | カテゴリB |
| 伊藤大祐                         | スタンドオフ             | 179cm | 86kg  | 2001年7月15日（24歳）  | カテゴリA |
| タリロトゥ・ファカトゥロロ       | ウイング                 | 184cm | 95kg  | 2001年5月20日（24歳）  | カテゴリA |
| イノケ・ブルア                   | ウイング/センター        | 180cm | 100kg | 1999年5月30日（26歳）  | カテゴリA |
| 杉本崇馬                         | ウイング                 | 180cm | 87kg  | 2000年10月2日（24歳）  | カテゴリA |
| アタアタ・モエアキオラ           | ウイング                 | 185cm | 107kg | 1996年2月6日（29歳）   | カテゴリA |
| 船曳涼太                         | ウイング                 | 178cm | 82kg  | 2001年9月9日（23歳）   | カテゴリA |
| 植田和磨                         | ウイング                 | 177cm | 87kg  | 2002年12月4日（22歳）  | カテゴリA |
| タリ・イオアサ                   | センター                 | 192cm | 104kg | 2005年1月25日（20歳）  | カテゴリC |
| マイケル・リトル                 | センター                 | 180cm | 98kg  | 1993年3月14日（32歳）  | カテゴリA |
| 濱野隼大                         | センター                 | 180cm | 93kg  | 2001年5月2日（24歳）   | カテゴリA |
| ラファエレティモシー             | センター                 | 186cm | 98kg  | 1991年8月19日（33歳）  | カテゴリA |
| アントン・レイナートブラウン     | センター                 | 185cm | 96kg  | 1995年4月15日（30歳）  | カテゴリC |
| マック・ハリス                   | センター                 | 180cm | 102kg | 2002年5月22日（23歳）  | カテゴリA |
| 松永貫汰                         | フルバック               | 167cm | 79kg  | 1999年9月28日（25歳）  | カテゴリA |
| 井関信介                         | フルバック               | 179cm | 85kg  | 1995年4月24日（30歳）  | カテゴリA |
| 辻野隼大                         | ユーティリティーバックス | 178cm | 87kg  | 2002年12月25日（22歳） | カテゴリA |

## 過去の所属選手
- 柴垣復生
- 阿刀裕嗣
- 安井敏明
- 林敏之
- 平尾誠二
- 大八木淳史
- 萩本光威
- 堀越正巳
- 細川隆弘
- 元木由記雄
- 増保輝則
- 小村淳
- 加藤尋久
- イアン・ウィリアムス
- 弘津英司
- 吉田明
- 中道紀之
- デイヴィッド・ビックル
- 伊藤剛臣
- 八ッ橋修身
- 清水秀司
- 大畑大介
- 岩渕健輔
- 小泉和也
- 平尾剛史
- 苑田右二
- 平田貴博
- 野澤武史
- 斉藤祐也
- アンドリュー・ミラー
- ディーン・アングレッシー
- 勝野大
- 大門隼人
- 後藤翔太
- 水山尚範
- 松原裕司
- 金井健雄
- 木津武士
- 伊藤鐘史
- 佐藤貴志
- 今村雄太
- 正面健司
- 安井龍太
- 谷口到
- 児玉健太郎
- 平島久照
- 橋本大輝
- 有田隆平
- 高橋孝吉
- 大西一平
- 兼平盛輝
- 冨岡洋
- 冨岡剛
- マーク・イーガン
- 綾城高志
- 瓜生靖治
- 武藤規夫
- 東山勝英
- 早坂正治
- 藪木宏之
- 菅野有生央
- 杉本慎治
- 広瀬良治
- 藤崎泰士
- 山下利幸
- 中山敬一
- 竹本信義
- 山北靖彦
- 大山文雄
- 福本正幸
- ロイス・ウイリス
- サイモン・ウェンズレー
- 伊藤紀晶
- 竹下敬介
- 松井祥寛
- 徳野洋一
- マーク・ロビンソン
- 山中喜文
- 薬師寺大輔
- 南條賢太
- 佐久間隆
- 今村友基
- 陣川真也
- 北川有広
- 左座正二郎
- 小笠原仁
- 高倉和起
- 大石嶺
- 金武貴之
- 末藤雅宣
- 辻井将孝
- 吉田永昊
- 猿渡知
- 近藤洋至
- 王思博
- 新井慶史
- アンダーソン・ネーサン
- リシュケシュ・ペンゼ
- ピーター・グラント
- ロッキー・エルソム
- 大西優希
- 下地大朋
- ジャック・フーリー
- 鈴木敬弘
- 田邊秀樹
- 中濱寛造
- 濱島悠輔
- 山内雅延
- 中川昌彦
- 宣原甲太
- アンドリース・ベッカー
- 大窪光
- 前田大輔
- コディ・レイ
- 南橋直哉
- 井口剛志
- 清水佑
- 芦谷勇帆
- 田中大治郎
- 大橋由和
- アダム・アシュリークーパー
- ナイジェル・アーウォン
- 勝木来幸
- セフォ・カウタイ
- 塚原巧巳
- 西林宏祐
- 佐野瑛亮
- マット・バンリーベン
- アンドリュー・エリス
- イーリニコラス
- ダン・カーター
- トニシオ・バイフ
- 森田慎也
- チャーリー・ローレンス
- 清水晶大
- 沢居寛也
- 長崎健太郎
- 鹿田翔平
- グラント・ハッティング
- ブロディ・レタリック
- ナエアタルイ
- 梁正秋
- 山崎基生
- 尾池亨允
- 平原大敬
- ヘイデン・パーカー
- アーロン・クルーデン
- アンダーソンフレイザー
- 落合知之
- 重一生
- ルカニョ・アム
- 韓尊文
- ベン・スミス
- ブロディ・マクカラン
- トム・フランクリン
- 王鏡聞
- 張碩煥
- 寺田桂太
- JD・シカリング
- 前川鐘平
- 粥塚諒
- マルセル・クッツェー
- トコキオソシセニ
- ボーディン・ワッカ
- シオネ・タプオシ
- リチャード・バックマン

【2024年5月退団】
- 五十嵐優
- 山田生真
- 酒木凜平
- 張碩煥
- 井上遼
- アーディー・サヴェア
- 清水麻貴
- 池永玄太郎
- 中孝祐
- シオネ・タプオシ

【2025年6月退団】
- 山本幸輝
- 高橋陽大
- ジョージ・ターナー
- 牛原寛章
- サウマキアマナキ
- 小畑健太郎
- 日下太平
- ナニ・ラウマペ
- 林真太郎
- クイントン・マヒナ
- 山下楽平
- 山中亮平

## スポンサー
2023-24シーズン。
プレミアムパートナー
- 大和ハウス工業

ゴールドパートナー
- 大林組
- キリンビール
- キリンビバレッジ
- 興和
- コベルコ・コンプレッサ
- TC神鋼不動産
- 阪和興業

シルバーパートナー/オフィシャルパートナー/オフィシャルサプライヤー/ホストエリアパートナー
略。公式サイト